# Filoimea Telito
 Sir Filoimea Telito (ur. 19 marca 1945, zm. 11 lipca 2011) – polityk Tuvalu, były gubernator generalny Tuvalu. Funkcję tę pełnił od 15 kwietnia 2005 do 19 marca 2010.
We wcześniejszym okresie pełnił m.in. funkcję dyrektora szkoły, był również pastorem kościoła anglikańskiego.
W 1996 roku Telito został uhonorowany za zasługi dla edukacji i społeczności Tuvalu Orderem Imperium Brytyjskiego (MBE).
Jego żoną była Pepapeti Telito.
Zmarł na atak serca 11 lipca 2011 roku.